# Leopold von Gilsa

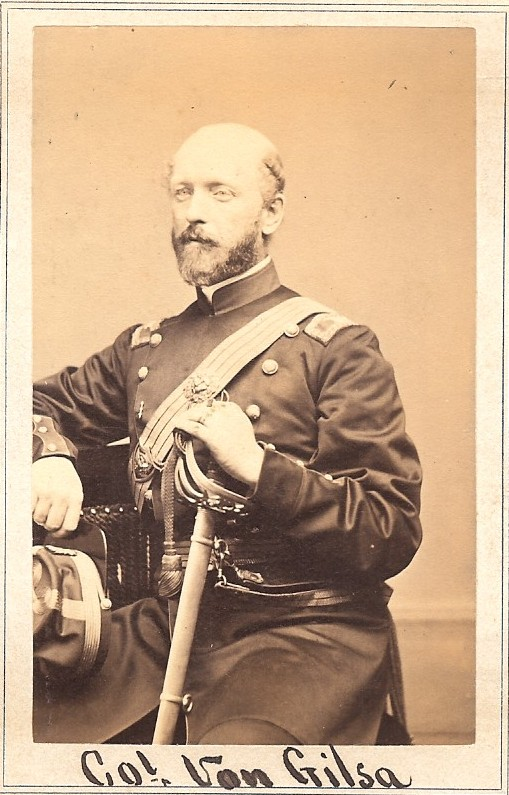
Leopold von Gilsa

Leopold von Gilsa (* 15. August 1824 in Erfurt; † 1. März 1870 in New York City) war ein deutsch-amerikanischer Offizier.

## Leben
Leopold von Gilsa entstammte dem althessischen Adelsgeschlecht von Gilsa zu Siebertshausen. Er war Sohn des preußischen Majors Karl Anton von Gilsa (1785–1833) und dessen Ehefrau Agnes, geborene Madelung (1800–1891). Nach dem frühen Tod des Vaters heiratete dessen Witwe am 4. Juli 1835 in Gotha den späteren preußischen Generalmajor Karl Schenck zu Schweinsberg (1796–1869). Julius Friedrich von Gilsa war sein jüngerer Bruder.
Der Familientradition entsprechend trat er früh ins preußische Heer ein. 1841 kam er aus dem Kadettenkorps als Sekondeleutnant in das Regiment seines Vaters, das 1. Thüringische Infanterie-Regiment Nr. 31. Am 3. Dezember 1848 erfolgte seine Versetzung in das 4. Infanterieregiment. Am 12. Februar 1850 wurde ihm der Abschied bewilligt. Von Gilsa trat in die Schleswig-Holsteinische Armee ein, um aktiv in der Schleswig-Holsteinischen Erhebung zu kämpfen. Am 28. Juli 1850 wurde er unter (vorläufiger) Beförderung zum Hauptmann als Volontair-Offizier und Kompaniechef dem 5. Jägerkorps zugeordnet; am 10. Januar erhielt er die definitive Anstellung mit Dienstalter vom 10. Juli 1850. Nach dem vergeblichen Kampf um Rendsburg wurde die Schleswig-Holstein-Armee Ende März 1851 aufgelöst; am 28. März 1851 schied von Gilsa aus.
Anschließend wanderte er in die Vereinigten Staaten aus. Hier ernährte er sich in New York längere Zeit durch Gesangsvorträge und Klavierspielen in den Polkakneipen der New Yorker Bowery.
Beim Ausbruch des Sezessionskriegs gelang es ihm in kurzer Zeit, ein Regiment von deutschstämmigen Freiwilligen zusammenzustellen, die alle in Deutschland gedient hatten. Er wurde zum Kommandeur dieses 41. New York-Infanterie-Regiments de Kalb ernannt. Nach der Aufstellung am 6. Juni 1861 zog das Regiment in einer Stärke von 1046 Offizieren und Soldaten am 8. Juli 1861 in den Krieg; es wurde zunächst zur Verteidigung von Washington, D.C. eingesetzt und in der Folge der Army of the Potomac zugeordnet.
In der Schlacht bei Cross Keys am 8. Juni 1862 wurde von Gilsa schwer verwundet. Während seines Genesungsurlaubs kämpfte das Regiment in der Brigade von Julius Stahel unter General Franz Sigel in der Zweiten Schlacht am Bull Run. Mit der Aufstellung des XI. Korps der Army of the Potomac unter Oliver Otis Howard im Herbst 1862 wurde das Regiment der 1. Brigade der 1. Division unter dem Kommando von Charles Devens unterstellt, und von Gilsa wurde zum Brigadekommandeur ernannt.

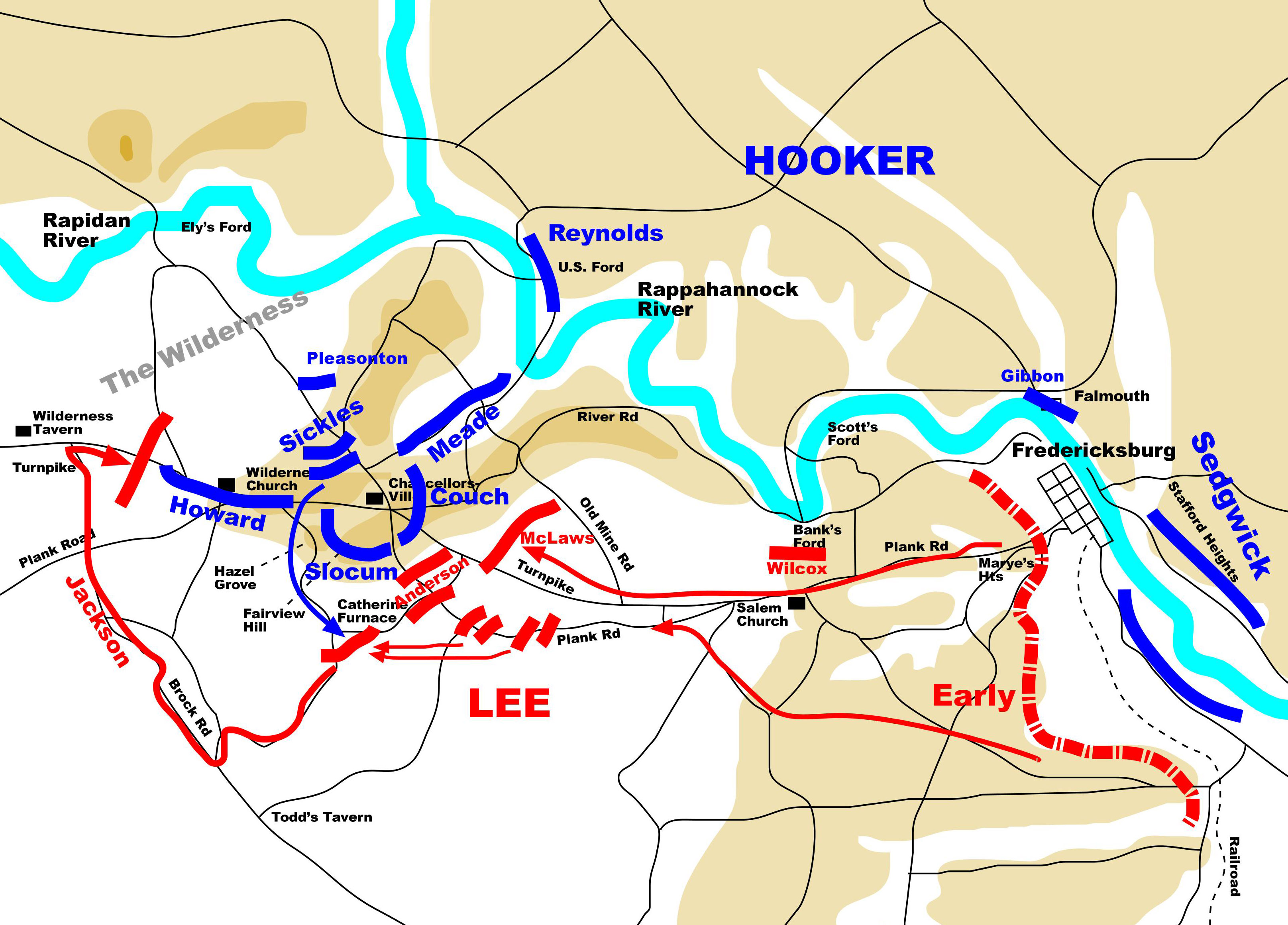
Situation am Beginn der Schlacht bei Chancellorsville am 1. Mai

In der Schlacht bei Chancellorsville sicherte die Brigade die rechte Flanke. Von Gilsas Warnungen vor einem Aufmarsch der Konföderierten wurden nicht ernst genommen, nun hatte die Brigade den ersten Ansturm des Korps von Thomas Jonathan Jackson aufzufangen. Der vielfachen Übermacht konnte er wenigstens eine Zeit lang widerstehen; allerdings wurde die Brigade nahezu aufgerieben. Die vom Nativismus beeinflusste öffentliche Meinung wollte den deutschstämmigen Einheiten die Schuld für die schweren Verluste geben. Als der fromme General Howard kurz darauf den Deutschen mehr Gottvertrauen wünschte, verlor von Gilsa die Beherrschung; er soll seinen Chef auf Deutsch „mit einer Auswahl von Kasernenhofblüten angebrüllt haben, so dass Howard glaubte, von Gilsa sei verrückt geworden.“
In der Schlacht von Gettysburg gehörte von Gilsas Brigade zur Division Francis Channing Barlows. Barlow hatte von Gilsa auf dem Anmarsch nach Gettysburg vorübergehend seines Kommandos enthoben und festgenommen, weil von Gilsa seinen Männern erlaubt hatte, die Marschkolonne zu verlassen, um Wasser zu holen, was Barlow für einen Mangel an Disziplin und Durchsetzungsvermögen ansah. Erst am Nachmittag des 1. Juli, dem ersten Tag der Schlacht, wurde von Gilsa sein Kommando zurückgegeben. Eine Fehlentscheidung von Barlow führte zu einer abermaligen Niederlage des XI. Korps. Um sich in den Besitz eines kleinen Hügels zu setzen, der später unter dem Namen Barlow's Knoll bekannt wurde, ließ er seine Truppen gefährlich weit nach Norden vorstoßen und öffnete so seine rechte Flanke für den Angriff einer gegnerischen Division unter Generalmajor Jubal Anderson Early. Beim Sturm der Konföderierten auf den Cemetery Hill am Abend des 2. Juli hatte von Gilsas Brigade wie bei Chancellorsville den ersten Anprall aufzufangen. Sie wurde von der Übermacht zurückgeworfen und wich auf die zurückliegenden Stellungen des Korps aus. In Gettysburg erinnern Denkmäler am Fuß des Cemetery Hill an den Einsatz der Brigade und ihrer Regimenter (41. New Yorker, 54. New Yorker, 68. New Yorker und 153. Pennsylvanisches Regiment). Die Verluste der Brigade waren hoch. Mit 54 Gefallenen, 311 Verletzten und 163 Gefangenen oder Vermissten wurde sie auf nahezu auf die Hälfte reduziert, von 1136 auf 608 Mann.

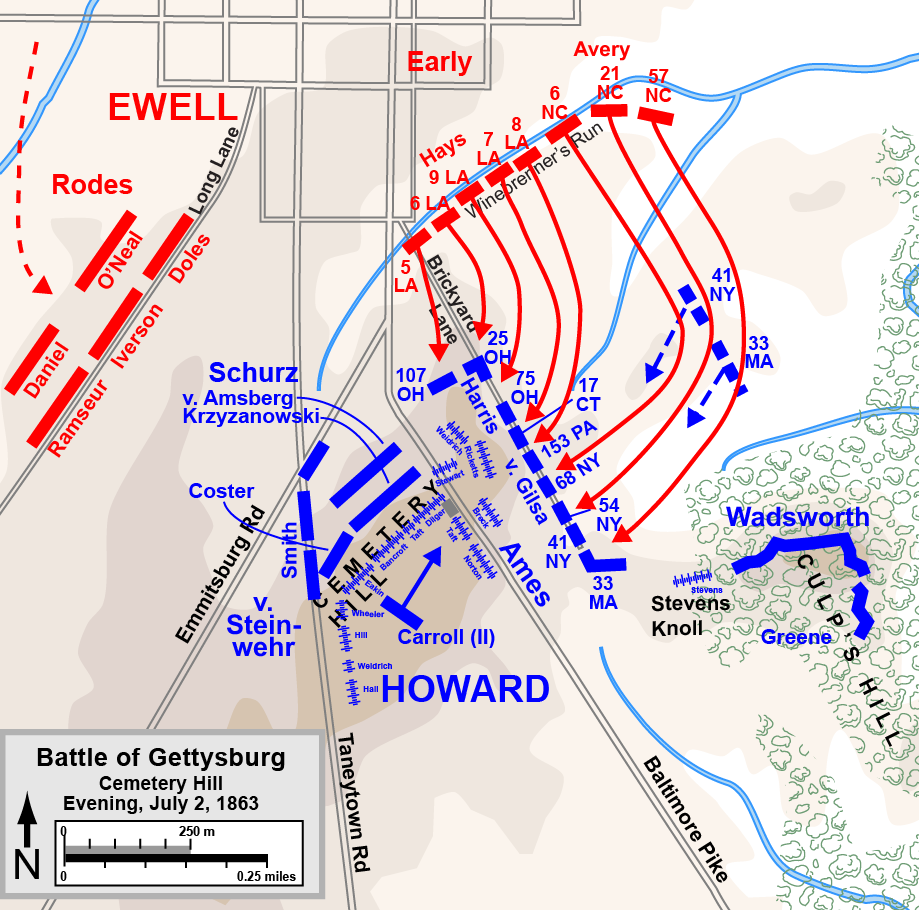
Schlacht von Gettysburg, Situation am Cemetery Hill am 2. Juli 1863
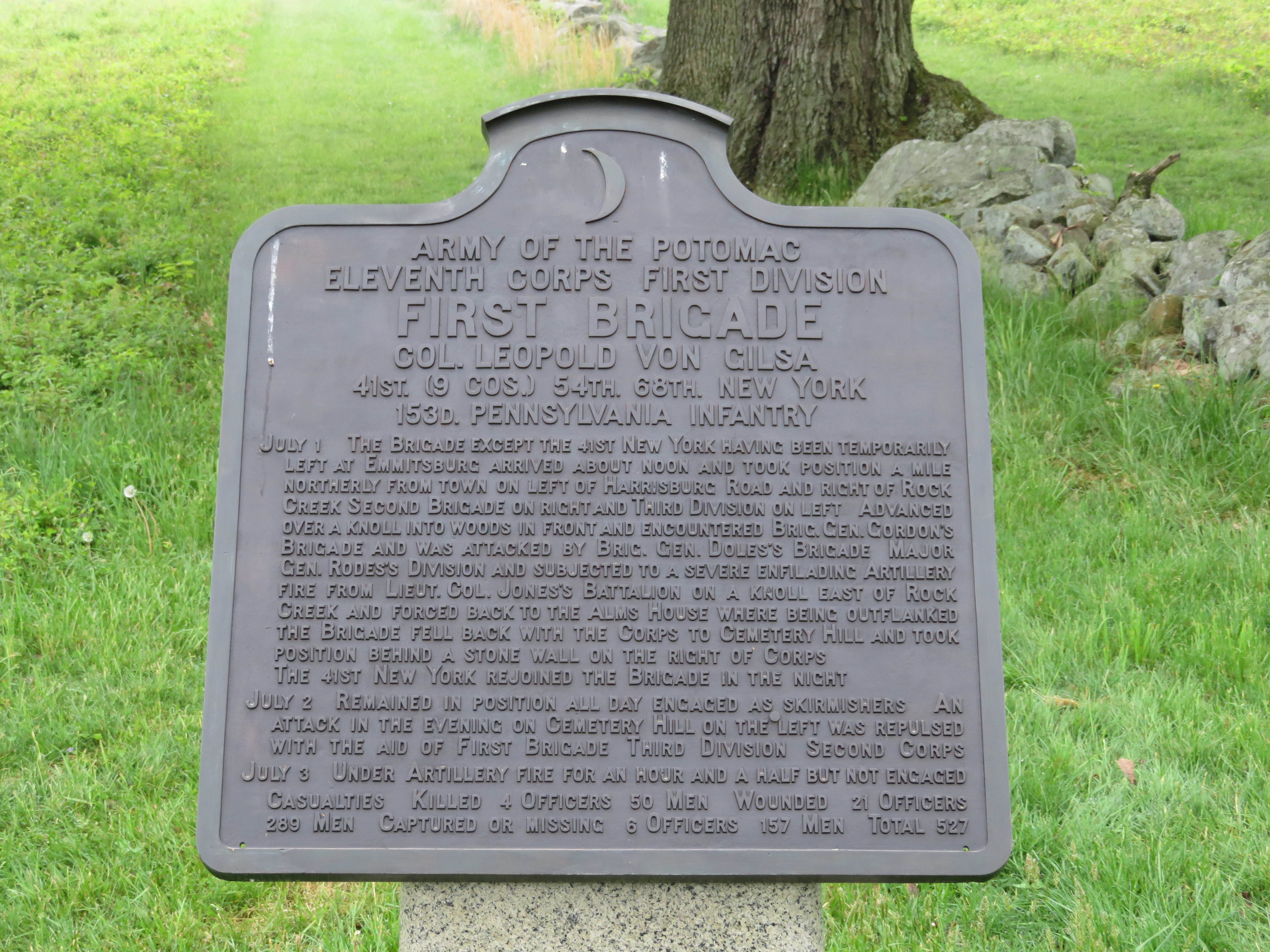
Plakette der Brigade am Fuß des Cemetry Hill
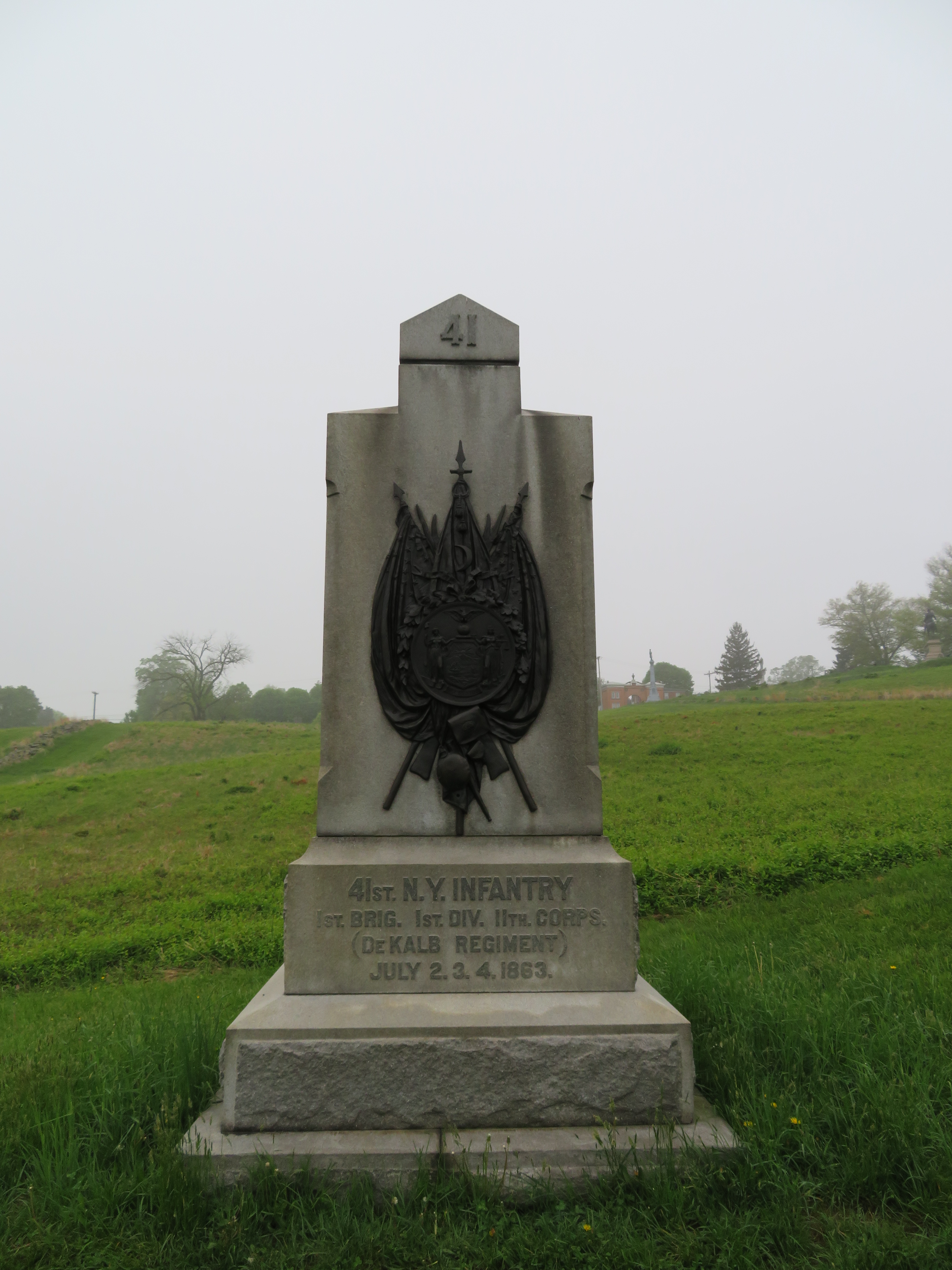
Denkmal des 41. Regiments am Fuß des Cemetry Hill

Im Herbst 1863 wurde von Gilsa mit seiner Brigade nach South Carolina geschickt und bei der Belagerung von Charleston eingesetzt. Das 41. New York-Infanterie-Regiment wurde 1864 entlassen. Von Gilsa ging mit den Resten seines alten Regiments nach New York zurück, wurde dort gebührend gefeiert und stellte im Winter 1864 bis 1865 ein neues Regiment auf, das jedoch nicht mehr zum Einsatz kam.
Es ist verwunderlich, dass er nie zum General befördert wurde, obwohl er lange das Kommando über eine Brigade führte. Agnes zu Salm-Salm behauptete in ihren Memoiren, sie habe durch ihre Beziehungen zu ihrem Cousin Abraham Lincoln von Gilsas Beförderung verhindert, da ihr Mann Felix zu Salm-Salm mit von Gilsa verfeindet gewesen sei.
Ab 1865 übernahm er „die Stellung eines Correspondenten und Buchhalters in einem industriellen Etablissement“ in New York. Leopold von Gilsa starb im Alter von 45 Jahren an den Folgen seiner Verwundung und seines langen Kriegseinsatzes. Seine Trauerfeier und Beisetzung fand am 3. März 1870 mit militärischen Ehren statt. Truppenteile des US-Heeres und der New York Army National Guard unter General John E. Bendix, die Generäle Franz Sigel und Max Weber sowie sechs Oberste stellten das Ehrengeleit. Der Trauerzug bewegte sich von seinem Haus 226 East 21st Street in Manhattan bis zum Green-Wood Cemetery in Brooklyn, wo Sigel die Trauerrede am Grab hielt.